# Sportvagns-VM 1970
Sportvagns-VM 1970 vanns av Porsche.

## Delsegrare
| Bana            | Vinnare                                       | Märke   |
| --------------- | --------------------------------------------- | ------- |
| Daytona         | Pedro Rodríguez Leo Kinnunen Brian Redman     | Porsche |
| Sebring         | Ignazio Giunti Nino Vaccarella Mario Andretti | Ferrari |
| Brands Hatch    | Pedro Rodríguez Leo Kinnunen                  | Porsche |
| Monza           | Pedro Rodríguez Leo Kinnunen                  | Porsche |
| Targa Florio    | Jo Siffert Brian Redman                       | Porsche |
| Spa             | Jo Siffert Brian Redman                       | Porsche |
| Nürburgring     | Vic Elford Kurt Ahrens                        | Porsche |
| Le Mans         | Hans Herrmann Richard Attwood                 | Porsche |
| Watkins Glen    | Pedro Rodríguez Leo Kinnunen                  | Porsche |
| Zeltweg 1000 km | Jo Siffert Brian Redman                       | Porsche |

## Märkes-VM
| Plats | Märke      | Poäng |
| ----- | ---------- | ----- |
| 1     | Porsche    | 63    |
| 2     | Ferrari    | 37    |
| 3     | Alfa Romeo | 10    |
| 4     | Matra      | 4     |
| 5     | Chevrolet  | 2     |